# Danske Magazin

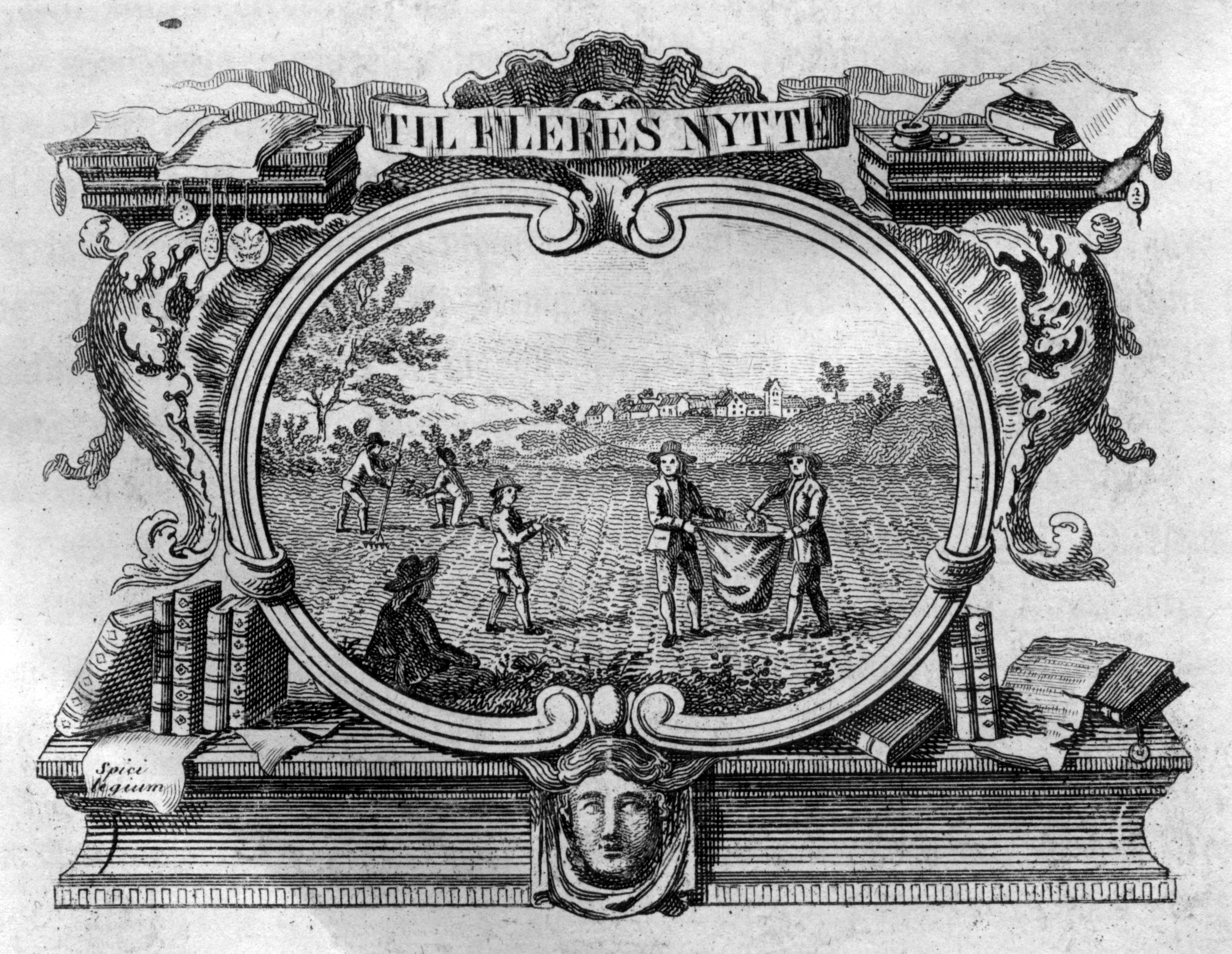
Vinjetten som finns i varje volym av Danske Magazin. Här versionen från 1823, som användes fram till 1886 och igen från 2004.

Danske Magazin är Danmarks äldsta existerande tidskrift, grundad av Jacob Langebek. Den utkommer oregelbunden, men har sedan januari 1745 utgivits av Det kongelige danske Selskab for Fædrelandets Historie. Innehållet är huvudsakligen källor till dansk historia försedda med noter och kommentarer, men till tider rör det sig också om källnära artiklar.
Till en början gick utgivningen stadigt framåt, men när det sjätte bandet utkommit 1752, gick det 32 år innan utgivningen återupptogs under Henrik Hielmstiernes ledning, biträdd av Bolle Willum Luxdorph. Titeln blev då Nye Danske Magazin och utgivningen av första volymen varade från 1784 till 1796. I allmänhet var utgivningen ytterst oregelbunden (andra volymen 1806, tredje volymen 1810, fjärde volymen 1823, femte volymen 1827 och sjätte volymen 1836). Efter detta övergav man det nya namnet och återvände till Danske Magazin, och benämnde de nya utgivningarna 3. række (serie). Nye Danske Magazin kallas därför ofta 2. række idag. Med 3. række började utgivningarna bli mer regelbundna.

## Danske Magazini skönlitteraturen
Vid två tillfällen nämns Danske Magazin i dansk skönlitteratur. Första gången är hos N.F.S. Grundtvig i dikten Udby Have från 1811, där han berättar om ferievistelserna i Thyregod prästgård:

Faldt det dig da ei paa Sinde,
At jeg paa den vilde Hede
Havde vandt mig til det Brede?
Det paa Alt sig mærke lod,
Allerbedst dengang jeg stod
Graadig for et Pulterskrin:
For det danske Magasin.
Alt jeg slugde, som der laa:
Præst Johan og Tyge Brahe,
Gamle Skøder ovenpaa,
Dronning Dorthe, Tage Thott,
Messedøden, Stort og Smaat!
Tærskersult og Tærskermave
Man til slig en Kost maa have,
Den även fordøies seent.

Nästa omnämnande var 1848, då H.C. Andersen i romanen De to Baronesser  (sv. De två baronessorna) låter skomakaren Hansen i Nellikegade läsa högt ur Danske Magazin:
Denne Aften var der ingen Comedie, og Hansen læste høit i dansk Magasin, læste om Mester Brockmann, Kong Christian den Andens Secretair, der i sin Ungdom havde studeret i Tydskland og blev der Magister, eller, som han kaldtes, Mester.

 (citat fra Tredie Deel, III: Skomagerens Kjælder)

## Danske Magazinsserier
Varje serie (da. række) består av sex band, och varje band är utgivet som häften. Av den nuvarande 9. række har således första bandet utkommit i fyra häften fram till och med 2004.
- 1. række: 1745–1752
- 2. række: 1784–1836
- 3. række: 1843–1860
- 4. række: 1864–1886
- 5. række: 1887–1909
- 6. række: 1909–1933
- 7. række: 1934–1957
- 8. række: 1958–1995
- 9. række: 1997–

## Vinjetten
Från början var varje volym av Danske Magazin försedd med en vinjett, som över tid genomgått mindre förändringar. Grundutseendet har dock alltid varit detsamma. Det centrala motivet är axinsamling på en skördad åker, en höstskörd. I förgrunden sitter en person i skuggan och ser på. Omkring motivet är anbragt olika föremål, där anspelar på företagets samlingar, som under de första många åren var en central del av sällskapets verksamhet: böcker, dokument med hängande sigill, mynt och medaljer. På ett enkelt dokument ses orden "Spici legium", som nog ska läsas som ordet spicilegium delat på två linjer, vilket också antydes av att ordet legium är indraget på den andra linjen. Spicilegium (av latinets spica, ax, och legere, samla) blev ofta använt i äldre boktitlar i betydelsen axsamling, efterskörd (efterhøst) eller urval, varför det har varit naturligt att förse vinjetten med just dessa ord. Det måste än noteras att historikern Anders Monrad Møller i sin avhandling om vinjetten skriver att "Spici legium" ska översättas som axbukett, resultatet av en efterskörd. Överst är anbragt ett band med texten "TILL FLERES NYTTE" och nederst ses ett huvud.
Sällskapets direktör, Jacob Langebek, lade upp vinjetten i första bandet av Danske Magazin. Verksamheten som sällskapet utförde, var en efterhøst, som förmodligen kunde ge bra resultat, men som inte var någonting jämfört med själva skörden som skett tidigare med både bra och dåliga "skördare" ("høstere"). Till de goda av dessa hörde samlare som Arild Huitfeldt, som hade räddat många gamla dokument genom att låta trycka dem, och till de onda är det troligt att Langebek räknade Köpenhamnsbranden 1728, då universitetsbiblioteket med alla dess skatter gick förlorade. Med Langebeks egna ord:
"Vi samle de faa Ax, som Høsterne have levnet os, vi taale ikke, at de skal blive liggende for ondt Veir og Forraadnelse, vi optage dem til fleres Nytte, til Nytte for os og vore Brødre, til Nytte for vore Landsmænd og Fremmede, til Nytte for denne og den tilkommende Slegt."
Den ursprungliga vinjetten antogs vid ett möte i företaget 5 mars 1745, där Jacob Langebek presenterade den som en teckning. Den utfördes av kopparstickaren Odvardt Helmoldt von Lode och användes i 1. række. Den sista volymen i denna serien gavs ut 1752, och det första bandet i 2. række var först klart 1794. Då fanns det ursprunglig kopparsticket inte kvar, varför kopparstickaren Andreas Flint (1767–1824) gjorde ett nytt. Jämfört med originalet fanns nu några mindre förändringar. Exempelvis hade det ursprungliga sticket hade en skördevagn i bakgrunden, som inte kom med 1794. Vinjetten blev också mindre, ett par millimeter i höjd och en halv centimeter i bredd.
Det nya sticket användes i de tre band som utkom fram till 1810. Nästa volym låg färdig först 1823 och tydligen hade gravyren nu gått förlorad igen. Ett nytt stick beställdes hos H.G.F. Holm (1803–1861) som åter gjorde en rad mindre förändringar. På flera sätt kom vinjetten nu åter närmre det ursprungliga utseendet, men skördevagnen saknades fortfarande. Skuggningar lades till, både i huvudmotivet och bandet ovanför.
Holms original användes på den återstående delen av 2:a rækken samt 3:e och 4:e rækken, då var det i gengäld också utslitet. Tryckteknikt hade man nu också andra möjligheter än kopparstick, som lämnade en tryckrand och en lätt smutsig fyrkant runt vinjetten (Holms kopparplåt kan därför enkelt mätas till att ha varit 10 cm × 8 cm). Konstnären Magnus Petersen gjorde en "chemitypie", där kunde användas som kliché. Utseendet blev mer som den ursprungliga vinjetten – skördevagnen dök upp igen – men i mindre detaljer fanns även avvikelser.
Petersens kliché användes perioden 1889–1995; från 1943 även i alla andra publikationer från företaget. Den enda lilla förändringen var att från 7:e seriens 4:e band (1948) tillkom texterna "Facs. efter O.H.Lode" och "Chem. af M.Petersen" med spegelskrift under. Då första bandet av 9. rad blev slutfört 2004 valde förlaget att återvända till Holms version.